# Csővári 1. sz. barlang
A Csővári 1. sz. barlang Magyarország megkülönböztetetten védett barlangjai között van. A Duna–Ipoly Nemzeti Parkban lévő Cserhát hegységben található. Régészeti és őslénytani leletek kerültek elő belőle.

## Leírás
A barlangnak Csővár külterületén, a Vár-hegy D-i oldalán, a csúcson álló várromtól kb. 15 m-rel lejjebb van a két bejárata. Itt vastagpados (20–30 cm) a hegy triász mészkőösszlete. A rétegek É-ra 20–40°-ra dőlnek. A két barlangbejárat környéke tektonikusan preformált, a törésvonalak kristályos kalcittal kitöltöttek. A Csővári 2. sz. barlangnak a Csővári 1. sz. barlangtól K-re kb. 50 m-re, kb. 10 m-rel lejjebb helyezkednek el a bejáratai.
A barlang két üregből áll, amelyek egymás felett helyezkednek el. Az alsó (nagyobb) üreg bejárata rókalyukszerű, kb. 0,25 m² felületű. A bejárat környékén is üstszerű oldásformák vannak, amelyeken néhány helyen cseppkőbevonat és borsókőbevonat van. A bejárat mögött található egyetlen nagyobb üreg is oldott formákkal tarkított, amelynek K-i falán preparálódott réteglapok vannak. A mennyezetet kezdetleges cseppkőképződmények fedik, az oldalfalakon néhány helyen borsókőképződmények figyelhetők meg.
Ebből a teremből É-ra egy kisebb, omladékos terembe lehet jutni, amelynek alja egy kis repedés mentén meg van bontva. A terem Ny-i oldalfalán is megfigyelhető néhány oldott forma. A felső üreg sokkal kisebb az alsó üregnél. Egy kis gömbfülke csokorba falon felkapaszkodva lehet eljutni. A falon néhány, jellegzetes gömbüst van. A falakon itt is vékony a cseppkőbekérgezés. Valószínűleg egy régebben elpusztult nagyobb teremmel vannak összekötve az alsó és felső üregek.
1984-ben volt először Csővári 1. sz. barlangnak nevezve a barlang az irodalmában. Előfordul a barlang az irodalmában Csővári I. barlang (Bertalan 1976), Csővári Vár-hegy-barlangja (Bertalan, Schőnviszky 1976), Uhu barlang (Bertalan 1976) és Uhubarlang (Patay 1932) neveken is. Az uhu szó azért szerepel nevében, mert Patay Pál a barlangban látott egy uhupárt.

## Kutatástörténet
Az 1931. augusztus 22-i Pesti Naplóban az van írva, hogy a báró Prónay csővári birtoka mellett elhelyezkedő Vár-hegy D-i oldalán, közvetlenül a régi várromok alatt van egy barlang, amelyet hozzáférhetetlensége miatt senki nem ismert eddig. Vadászat közben Patay Pál fedezte fel a barlangot, majd próbaásatást végzett benne. Most Gaál István, a Nemzeti Múzeum munkatársa a helyszínre ment, hogy a további ásatásokat szakszerűen irányítsa. Gaál István megállapította, hogy az eddigi ásatások az egykori legfelsőbb barlang leszakadt részei között történtek, ott, ahol az ősember legutoljára lakott. Kétségtelenül megállapítható, hogy sok ezer évvel ezelőtt az ősember tanyázott a barlangban.
Több kis oldalfülkéje van a barlangnak, amelyeket különböző célokra használtak: fegyvertárai, éléskamrái és alvóhelyei voltak az ősembernek. Egy-egy fülke kb. 4,5 m hosszú, 3 m széles és 2 m magas. A leletek közül eddig legértékesebb a diluviális gyapjas orrszarvú csontja. Mellette az őskori rinocérosz bébicsontjait, valamint a jégkorszaki állatvilághoz tartozó taránd (rénszarvas) és sarki nyúl csontjait is megtalálták. Kőeszközök nem kerültek elő, mert mindent betakart a törmelék, az eszközök pedig mindig a talpszinten találhatók. A csontszilánkok között viszont feltűnően sok, árformájúra hasogatott csont volt, amelyet az ősember bőrlyukasztásra használt.
Az 1932. évi Természettudományi Közlönyben szó van arról, hogy 1931 tavaszán Patay Pál ősember lakóhelye után kutatott Hillebrand Jenő javaslatára a Csőváron lévő Vár-hegy D-i, Ördög-árokra néző oldalán. A hegy mészkőből álló meredek oldalán, sziklafal tövében, a hegy csúcsa alatt kb. 15 m-re fülkeszerű mélyedést talált Patay Pál, amelyet később, az ásatásokkor Uhubarlangnak nevezett el, mert ezen a helyen uhupár fészkelt pár évvel korábban. Kb. 4 m magas, 4 m hosszú és 3 m széles volt a kőfülke. Alakja és fekvése miatt tűnt úgy, hogy meghúzódott benne a jégkori ember. Ezért gondolta Patay Pál azt, hogy ott az ősember eszközeinek, nyomainak megtalálása miatt kutatni fog. 1931-ben háromszor, az utolsó alkalommal 2 napon keresztül Gaál István által vezetve ásatott a kőfülke altalajában Patay Pál.
Az ásatásokkor Patay Pál három réteget figyelt meg (3. kép). Az 1. réteg 30–35 cm vastag humuszréteg. A 2. réteg 30–35 cm-es sötétsárga, kőtörmelékes réteg. A 3. réteg kőtörmelékből áll, amelynek ismeretlen vastagsága. A 3. rétegben a kövek közötti hézagokat világossárga föld töltötte meg. Nem mindenhol lehetett egymástól megkülönböztetni a 2. és 3. réteget. Egyértelműen úgy került a kőfülkébe a kőtörmelék, hogy régen barlang volt a jelenlegi kőfülke. A jégkorban (ezt a sárga föld bizonyítja) a barlang mennyezetének elülső része beomlott és feltöltötte a barlang alját. Gaál István szerint a mennyezet leszakadt kőtömege kb. 100 m³. Az 1931. augusztus 7-én és 8-án végzett ásatáskor kezdték Patay Pálék eltávolítani a barlang járószintjén lévő mennyezetet. Kb. 40 m³ lett eltávolítva eddig.
A 2. és 3. rétegben különböző állatcsontokat találtak, amelyek Gaál István szerint az alábbi fajok maradványai: gyapjas orrszarvú (Coelodonta antiquitatis), ló (Equus caballus), tulok (Bos taurus), gímszarvas (Cervus elaphus), őz (Capreolus capreolus), vadmacska (Felis silvestris), jégkori ürge (?) (Citellus cf. citelloides), hörcsög (Cricetus cricetus) és sarki nyúl (?) (Lepus timidus). Ezeken kívül denevérek, madarak és békák (Bufo) csontjai kerültek elő. A felsorolt csontok között vannak olyanok, amelyeket ember tört fel. Annak, hogy régen ember járt a barlangban, az is a bizonyítéka, hogy a 3. rétegben Cerithium pauli és egy töredékes Nassa csigaház is volt. Ezek legközelebbi lelőhelye Acsán, szarmata homokos üledékben van, ahonnan csak ember vihette fel a majdnem 200 m-rel magasabban található Vár-hegyre.

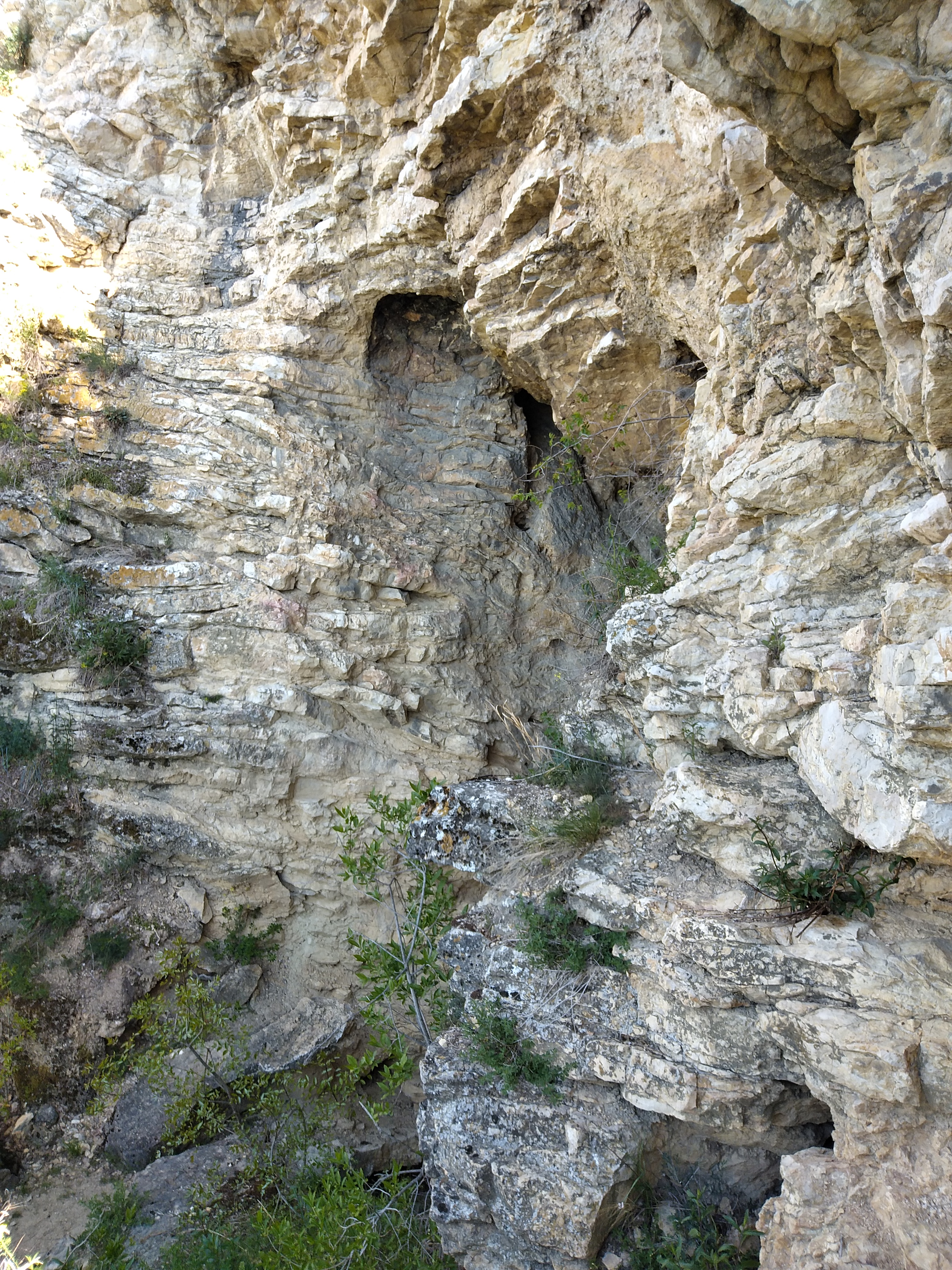
A Csővári 1. sz. barlang bejárata

A fentebb felsorolt emlősfajok közül elég a gyapjas orrszarvút említeni, hogy ki legyen hangsúlyozva a barlang jégkori jellege. Viszont kétségtelen az is, hogy a ló és a tulok csontmaradványai a lelőhely diluviális faunájának a jelenkorival való keveredését, pontosabban a diluviális és jelenkori képződmények elhatárolásának nehézségeit bizonyítják. Az eredeti barlang maximum 8 m hosszú, 4 m széles volt. Magasságát nem lehet megállapítani. Az épségben maradt hátsó részben, a mennyezet alatt közvetlenül, a bejárat szintje felett 4,2 m magasan 3 m hosszú vízszintes folyosó helyezkedik el (3. kép F1).
Alatta, az újkori földréteggel azonos szinten is nyílik egy folyosó (3. kép F2), amely gyorsan nagyobb üreggé tágul. Ez szűkülve tovább folytatódik egy másik üregben. A két üreg együtt 8 m hosszú, átlagosan kb. 1,5 m magas és 3 m széles. Kis cseppkövek figyelhetők meg mindkettő üregben. Mivel ez a folyosó a barlang eredeti talpszintje felett néhány m-rel magasabban lehetett, nincs régészetileg jelentősége. Az eddigi munka eredményeként meg lett állapítva, hogy a barlang az ősember lakóhelye volt, de lehet, hogy csak ideiglenes lakóhelye. Ez leginkább azért érdekes, mert a Nyugati Középhegység mesozói mészkővonulatának Dunától balra található szakaszán (Váctól Csővárig) eddig ez az egyetlen olyan barlang, amelyből diluviális maradványok kerültek elő.
Elképzelhető, hogy a Nyugati Középhegység Dunától balra lévő vonulatában másik, talán érdekesebb barlang is felfedezhető. Ezt a feltevést támasztja alá a Csővári 1. sz. barlangban megfigyelhető kürtő. Csővártól a Bükk hegység barlangjaiig nem volt sehol lehetőség arra, hogy barlang alakuljon ki. Patay Pál azt akarta, hogy a barlangban lévő maradék törmelék minél előbb el legyen távolítva és lejussanak az eredeti felszínig. Valószínűleg ekkor olyan eszközöket találnának, amelyek az ősemberé voltak. A tanulmányhoz mellékelve lett két fekete-fehér fénykép, amelyeket Patay Pál készített. Az első fényképen a Vár-hegy D-i oldala látható. A fényképen nyíl mutatja, hogy hol helyezkedik el a barlang (fákkal eltakart) bejárata. A második fényképen a barlang és előtere figyelhető meg. A 3. képen, amely egy rajz, a barlang vázlatos szelvénye (a barlang hosszmetszete és a kitöltés szelvénye) látható.
Az 1942. évi Földtani Közlöny szerint Patay Pál 1935-ben a csővári vár-hegyi barlangban gyűjtött kis, végső jégkorszaki faunával együtt egy nagyon sérült görénykoponyát, amely a Magyar Nemzeti Múzeum Földtani és Őslénytani Osztályára került. Kretzoi Miklós megállapította azt, hogy a koponya egy teljesen fejlett, de nem öreg hím mezei görény egyed koponyája. A publikációban részletesen ismertetve van a lelet. A tanulmányban látható a fosszilis koponya rajza (3. kép, 3. koponya). A 23. tábla 4. képén a koponya fényképe figyelhető meg.
Az 1957. évi Karszt- és Barlangkutatási Tájékoztatóban az olvasható, hogy a Budapesti Vörös Meteor SK barlangkutatói két éve vizsgálták át először a Cserhát hegységben található Csővár településtől ÉNy-ra lévő Vár-hegyet. Azóta többször jártak ott a csoport tagjai és alaposan bejárták az egész hegycsoportot. Ekkor felfedeztek két barlangot, melyeket 1958. január 5-én felmértek. A Vár-hegy kőzeteit hévforrások járták át, melynek következtében a hegy meredek DK-i oldalában két kis barlang jött létre. Az 1. számú barlangnak a várromtól D-re van a bejárata. Felső triász karni mészkőben, a kőzethatárhoz nagyon közel keletkezett. Alsó és felső szintből áll, amelyek 17 m hosszúak összesen. Egykor tág előcsarnoka lehetett, amely felnyílt később beszakadás miatt.
Borsókő képződmények figyelhetők meg a felnyílt, tág barlangüreg oldalfalain és a jelenleg földön fekvő beomlott mennyezetén. Az előcsarnok legbelső részének még be nem szakadt mennyezetén korróziós üstök találhatók sok korom nyomával. A korom minden bizonnyal az üreg felnyílása előtti időből származik. Valószínűleg érdemes ősrégészeti ásatásokat végezni a tág előcsarnok kitöltésében. Az előtérből induló és 12 m hosszú alsó járat kis teremmel kezdődik és kb. 1 m magas folyosóban folytatódik, melynek kőtörmelék zárja el végét. Érdemes lenne kibontani. Sok cseppkőképződmény van a járatban. Az 5 m hosszú felső járat egy kis teremből és egy teljesen elszűkülő részből áll, amely valószínűleg kapcsolódik az alsó járathoz.

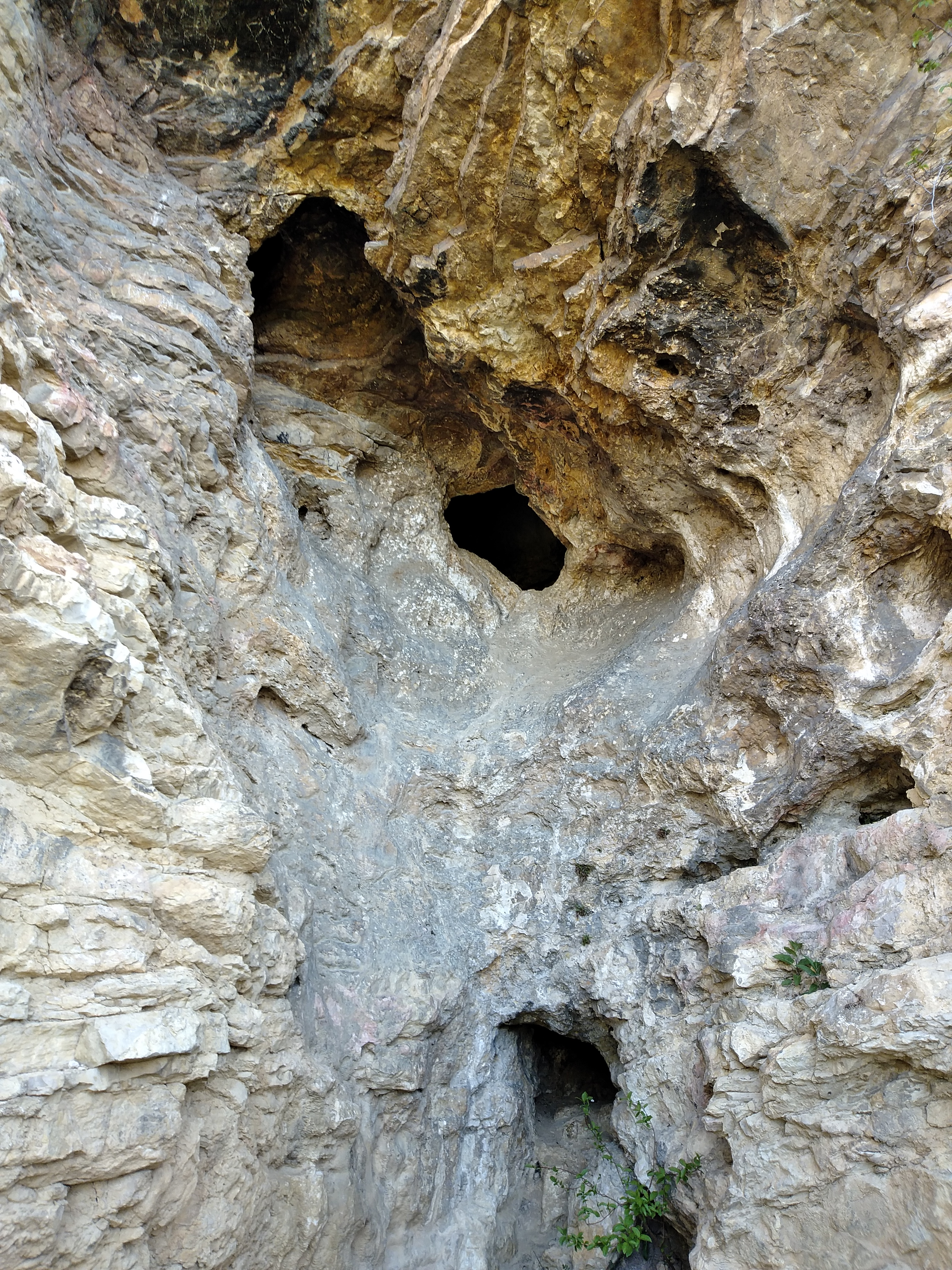
A Csővári 1. sz. barlang bejárata

A barlang melletti kőzethatáron keletkezett hasadékot összecementált breccsa tölti ki, amelyen áthalad néhány karvastagságú üreg. Aragonitnak tűnik a cementáló anyag. Az 1. számú barlangtól K-re 50 m-re van a bejárata a 2. számú barlangnak. Úgy tűnik, hogy mindkét barlang hévforrás eredetű. Emellett szól a limonitos elszíneződés, a kőzet erős porlódása, illetve az egyik kőzethasadékban talált és fluoritnak látszó lila kristályképződmény, amelynek folyamatban van alapos vizsgálata.
Az 1958. évi Természetjárásban meg van említve, hogy a Budapesti Vörös Meteor természetjárói elhatározták, hogy feltárják Csővár vidékének barlangjait. Az 1969. évi Hidrológiai Közlönyben közölve lett, hogy 1957-ben Dénes György és Szentes György ismertették a csővári Vár-hegy hévforrásos eredetű barlangjait. Az 1970-ben kiadott Cserhát hegység turistakalauzban szó van arról, hogy a Cserhát hegység közepén felszínre bukkanó mészkőrögök közül a Csővári-rögcsoportban is vannak karsztjelenségek, pl. a Csővári 1. sz. barlang.
A rögcsoport legjellegzetesebb pontján, a zöld jelzésű úton elérhető, romokkal koronázott csővári Vár-hegy meredek D-i oldalában két kis barlang van. Közvetlenül a várromtól D-re van a bejárata az egyiknek. Régen tág előcsarnoka lehetett, amely beszakadozott később. A felnyílt barlangüreg oldalfalain és napjainkban a földön fekvő, beomlott mennyezetén borsókőszerű, gömbhéjas képződmények figyelhetők meg. Az előcsarnok legbelső részének még fel nem szakadt főteszakaszán pedig hévizes kialakulásra utaló korróziós üstök vannak. Minden bizonnyal még az üreg felnyílása előtti időből eredhetnek a mennyezeten lévő erős koromnyomok. A felszakadt előtérből két egymás felett fekvő kis barlangfolyosó nyílik. A 12 m hosszú alsó járat kis teremmel indul és kb. 1 m magas folyosóban folytatódik, amelynek törmelék zárja el végét. Kisebb cseppkőképződmények vannak falain. Csak 5 m hosszú a felső járat, és egy kis üreg után egészen szűk lesz.
A Bertalan Károly és Schőnviszky László által összeállított, 1976-ban megjelent Magyar barlangtani bibliográfia barlangnévmutatójában meg van említve a Cserhát hegységben lévő barlang Csővári Vár-hegy-barlangja néven. A barlangnévmutatóban fel van sorolva 3 irodalmi mű, amelyek foglalkoznak a barlanggal. Az 1976-ban befejezett és Bertalan Károly által írt kéziratban az van írva, hogy a Cserhát hegységben, Csőváron, a Vár-hegyen lévő Csővári I. barlang másik neve Uhu barlang. A Vár-hegy D-i oldalán, a vár alatti sziklafal tövében van a barlang bejárata. A hévizes keletkezésű és 17 m hosszú barlangnak van egy beszakadás miatt felnyílt előcsarnoka. Folytatása lehet, hogy feltárható. A kézirat barlangot ismertető része 1 publikáció alapján lett írva. 1978. május 28-án Havas Péter és Szablyár Péter felmérték az 5222-es számú barlangkataszteri területen lévő barlangot. A felmérés alapján Szablyár Péter szerkesztett alaprajz térképet 7 keresztmetszettel és kiterített hosszmetszet térképet 2 keresztmetszettel.
Az 1978. évi MKBT Beszámoló szerint a Csővári-rögben kevés barlang van, amelyek kis méretűek. Ezért a rög barlangkutatók által alig kutatott vidék. A 2. világháború után Szentes György írta le röviden a barlangokat. A Szabó József Barlangkutató Csoport többször végzett terepbejárást a területen, amelyek során a csoport tagjai megfigyeléseket végeztek a Vár-hegy barlangjaiban és felmérték azokat. A pleisztocén forrástevékenységkor a vízvezető törések mentén feltörő meleg, majd langyos karsztforrások dolomitporlódást és kőzetbontást okoztak, valamint kalcittelérek, édesvízi mészkő és gömbfülkés barlangjáratok jöttek létre. A fiatal posztpannóniai mozgásokkor az egész terület a jelenlegi magasságára emelkedett, a kiemelt részeken megszűnt a hévforrások tevékenysége, folytatódott a lepusztulás és a karsztosodás.
A barlang bejárata utáni teremben lett gyűjtve a 37. számú kitöltésminta. A minta okkersárga, aránylag kis agyagtartalmú kőzettörmelékből áll. Az iszapolási maradék éles törési felületekkel határolt, max. 20 mm-es szemnagyságú kőzetdarabokból áll. Az iszapolási maradékban figyelemreméltó darabok vannak, pl. egy 20×20×15 mm-es mészkődarab 5 mm-es fennőtt kalcitkristályokkal. A kristályok nagyon koptatottak, a kristályszerkezet már alig ismerhető fel. A kristályok nem áttetszőek, szennyezettek. Van a mintában egy 20×15×15 mm-es mészkődarab, amelynek felületén 1–4 mm-es kristályos kalcitréteg, ezen 0,5 mm vastag fehér kalcitbevonat van. Ez az utóbbi mészkődarab minden bizonnyal egy kis méretű kristályos üreg része.

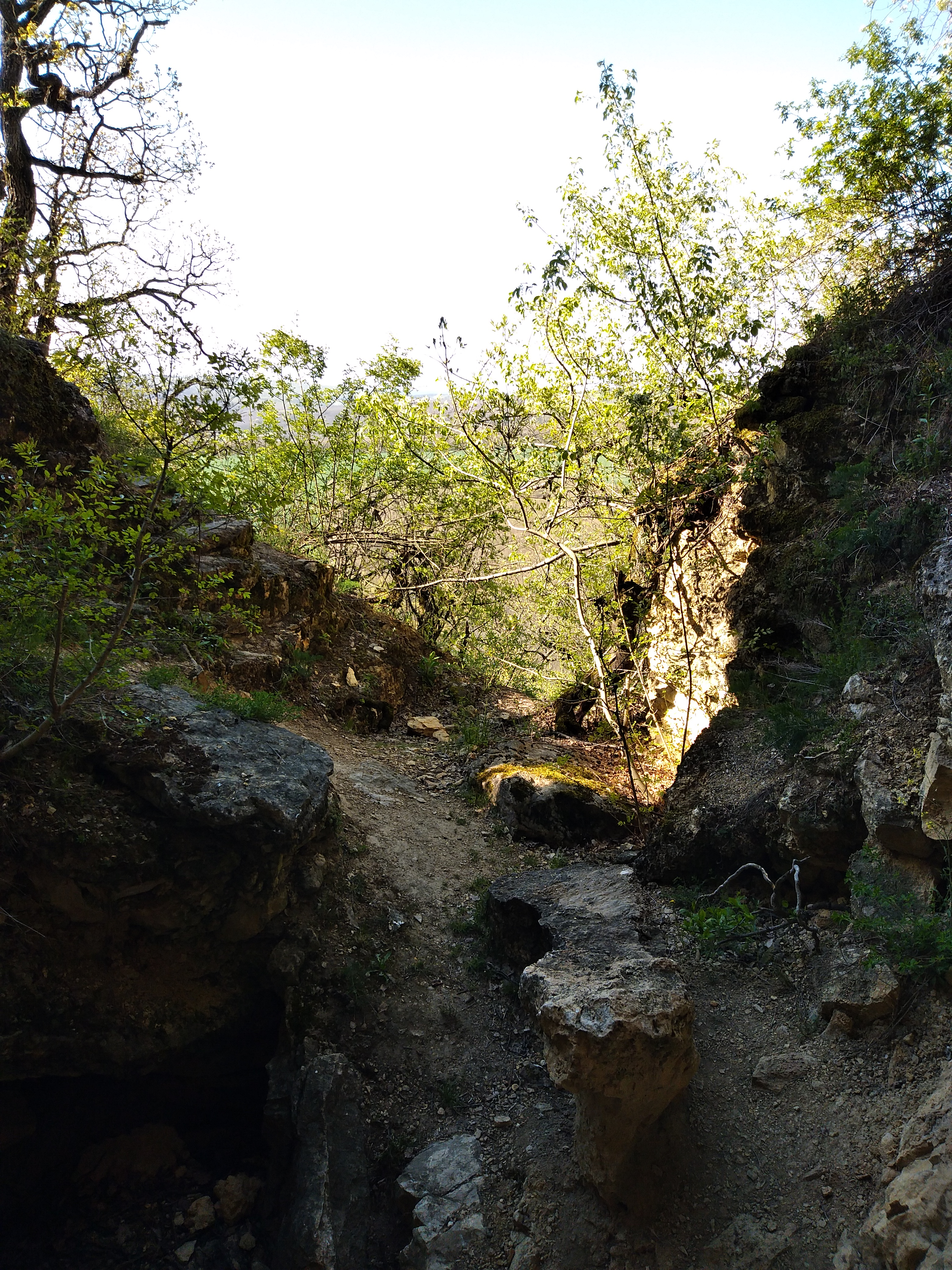
Kilátás a Csővári 1. sz. barlangból

A barlang végpontján lévő bontott gödör oldalfalából lett gyűjtve a 38. számú minta. A minta világos okkersárga, aránylag kis agyagtartalmú kőzetmálladékból áll. Gyakran előfordul benne 10–20 mm átmérőjű, réteges szerkezetű limonitos gumó. Néhány nagyobb méretű (20–30 mm-es) kalcitkristályokkal összecementált kőzetdarabokból görgeteg van benne. 1978. december 10-én de. 10 és 11 óra között a barlangnál a felszínen 3 °C, a barlangban a bejárattól 1,5 m-re 8,1 °C, a hátsó üreg bejáratánál 10,4 °C volt a hőmérséklet. A Csővári 2. sz. barlangnak a Csővári 1. sz. barlangtól K-re kb. 50 m-re, kb. 10 m-rel lejjebb helyezkednek el a bejáratai.
A csoport tagjainak feltételezése szerint Csővár a környéken elhelyezkedő üregek, barlangok miatt kapta nevét. A csővári barlangok a történelem előtti időben nyitva voltak. Mivel a történelemben legszívesebben a terület jellegzetes tereptárgyairól nevezték el a helyneveket, ez a település is a barlangok miatt kapta nevét. A jelentésben látható a csővári barlangok földrajzi elhelyezkedését bemutató helyszínrajz és a csővári Vár-hegy földtani metszetét bemutató rajz, amelyen megfigyelhető a Csővári 1. sz. barlang elhelyezkedése a Vár-hegyen. A kiadványban publikálva lettek az 1978-ban készült térképek. Az alaprajz térképen jelölve van a két mintavételi hely.
Az 1979. évi Turista Magazinban meg van említve, hogy a cserháti Vár-hegy meredek D-i oldalán van két barlang. Az egyikben cseppkőképződmények láthatók. Az 1984-ben megjelent Magyarország barlangjai című könyv országos barlanglistájában szerepel a Börzsöny–Cserhát–Karancs barlangjai között a barlang Csővári 1. sz. barlang néven Uhu barlang névváltozattal. A listához kapcsolódóan látható a Magyarország barlangjainak földrajzi elhelyezkedését áttekintő térképen a barlang földrajzi elhelyezkedése. 1989-ben az Acheron Barlangkutató Szakosztály tagjai, Balázs László, Egerland Zoltán, Galambos A., Nagy Veronika és Nyerges Miklós mérték fel a barlangot. A felmérés alapján Nyerges Miklós szerkesztett 1:50 méretarányú alaprajz térképet két keresztmetszettel.
A szakosztály 1989. évi évkönyvében szó van arról, hogy a szakosztály tagjai 1989-ben felmérték a Csővári-rög két barlangját, a Csővári 1. sz. barlangot és a Csővári 2. sz. barlangot, amelyek az 1950-es évek elején le lettek írva. A Vár-hegy két barlangjának vázlatos felmérését a Szabó József Barlangkutató Csoport 1978-ban végezte el. A Szabó József Barlangkutató Csoport által készített és a szakosztály által készített térképeket összehasonlítva a felmérési pontatlanságon kívül is vannak eltérések, amelyekből arra lehet következtetni, hogy mindkét barlang K-i végpontján bontás, bontási kísérlet történt. Írásban sehol sincs nyoma ezeknek a kutatásoknak, amelyek nem voltak eredményesek. A barlang korábban ismertetve lett, ezért a kéziratban nincs leírva. Sok szemét van a poligon mentén mérve 17,1 m hosszú barlangban.
Az 1991. évi Földrajzi Közleményekben meg van említve, hogy a Nyugati-Cserhátban lévő Csővári-hegybe néhány kisebb sziklaodú mélyül. A Duna–Ipoly Nemzeti Park Igazgatóság működési területén, a Csővári-rögben elhelyezkedő, 5222/2 kataszteri számú Csővári 1. sz. barlang, 2006. február 28-tól, a környezetvédelmi és vízügyi miniszter 8/2006. KvVM utasítása szerint, megkülönböztetett védelmet igénylő barlang. A Duna–Ipoly Nemzeti Park Igazgatóság működési területén lévő, 5222-2 kataszteri számú Csővári 1. sz. barlang, 2012. február 25-től, a vidékfejlesztési miniszter 4/2012. (II. 24.) VM utasítása szerint, megkülönböztetetten védett barlang. 2013. augusztus 12-től a belügyminiszter 43/2013. (VIII. 9.) BM rendelete szerint a Pest megyei Csőváron található, 5222-2 barlangkataszteri számú és 10167 lelőhely-azonosítójú Csővári 1. sz. barlang régészeti szempontból jelentős barlangnak minősül.